# Emissor
Um emissor, remetente ou fonte é um dos conceitos básicos de comunicação e processamento de informações. Emissores são objetos que codificam dados de mensagens e transmitem as informações, por meio de um canal, para um ou mais observadores (ou receptores).
No sentido mais estrito da palavra, particularmente na teoria da informação, uma fonte é um processo que gera dados de mensagem que se gostaria de comunicar, ou reproduzir tão exatamente quanto possível em outro lugar no espaço ou no tempo. Uma fonte pode ser modelada como sem memória, ergódica, estacionária ou estocástica, em ordem crescente de generalidade.
Um transmissor pode ser um dispositivo, por exemplo, uma antena, ou um transmissor humano, por exemplo, um alto-falante. A palavra "transmissor" deriva de um emissor, ou seja, que emite usando as ondas hertzianas.
No envio de correspondência também se refere à pessoa ou organização que envia uma carta e cujo endereço está escrito no envelope da carta.
Em finanças, um emissor pode ser, por exemplo, o sistema bancário de elementos.
Na educação, um emissor é qualquer pessoa ou coisa que dá conhecimento ao aluno, por exemplo, o professor.
Para que a comunicação seja efetiva, o remetente e o destinatário devem compartilhar o mesmo código. Na comunicação comum, as funções de emissor e receptor geralmente são intercambiáveis.
Dependendo das funções da linguagem, o emissor cumpre a função expressiva ou emocional, na qual se manifestam sentimentos, emoções e opiniões.

## Na economia
Na economia, o emissor é uma pessoa jurídica, fundação, empresa, firma individual, governos nacionais ou estrangeiros, sociedades de investimento ou outras que desenvolvam, registrem e negociem títulos comerciais para financiar suas operações. Os emissores são legalmente responsáveis pelas questões em questão e por relatar as condições financeiras, materiais desenvolvidos e quaisquer que sejam suas atividades operacionais exigidas pela regulamentação de suas jurisdições.